# Jéssica Augusto
Jessica Augusto (ur. 8 listopada 1981 we Francji) – portugalska lekkoatletka, specjalistka od biegów przełajowych oraz długich dystansów.

## Osiągnięcia
- liczne medale mistrzostw Europy w biegach przełajowych, m.in. dwa złote medale (indywidualnie i drużynowo) na mistrzostwach Europy w biegach przełajowych (Albufeira 2010)
- złoto Uniwersjady (bieg na 5000 m Bangkok 2007)
- 8. miejsce podczas halowych mistrzostw świata (bieg na 3000 m Walencja 2008)
- 7. miejsce podczas halowych mistrzostw świata (bieg na 3000 m Doha 2010)
- 1. miejsce w biegu na 1500 metrów oraz na 3000 m z przeszkodami podczas I ligi drużynowych mistrzostw Europy (Budapeszt 2010)
- srebro w biegu na 10 000 m (po dyskwalifikacji za doping drugiej na mecie Rosjanki Ingi Abitowej[1]) oraz brąz w biegu na 5000 metrów (po dyskwalifikacji pierwszej na mecie Turczynki Alemitu Bekele[2])  mistrzostw Europy (Barcelona 2010)
- 7. miejsce w biegu na 5000 metrów podczas pucharu interkontynentalnego (Split 2010)
- złote medale mistrzostw ibero-amerykańskich oraz igrzysk Luzofonii
- kilkanaście złotych medali mistrzostw Portugalii

W 2008 Augusto reprezentowała Portugalię podczas igrzysk olimpijskich w Pekinie, jednak nie awansowała do biegów finałowych na 5000 metrów oraz na 3000 metrów z przeszkodami. W 2012 na igrzyskach w Londynie zajęła 7. miejsce w maratonie.

## Rekordy życiowe
- bieg na 3000 metrów – 8:41,53 (2007)
- bieg na 5000 metrów – 14:37,07 (2010)
- bieg na 10 000 metrów – 31:19,15 (2010)
- bieg na 15 kilometrów – 48:40 (2008)
- bieg maratoński – 2:24:25 (2014)
- bieg na 3000 metrów z przeszkodami – 9:18,54 (2010) rekord Portugalii
- bieg na 1500 metrów (hala) – 4:09,91 (2010)
- bieg na 3000 metrów (hala) – 8:42,2 (2010)
- bieg na 2 mile (hala) – 9:19,39 (2010) rekord Portugalii